# Жерар дьо Ридфор
Жерар дьо Ридфор е последният велик магистър на Ордена на Тамплиерите, командвал ордена си от Йерусалим  от 1184 до 1189 г.

### Биография
Роден и израснал в християнско семейство във Фландрия, дн. Белгия. На всичко се учи от своя баща, който отделя много грижи за него. Доста млад Жерар заминава за светите земи, но бързо печели слава и става маршал на Йерусалимското кралство към 1179. Влиза в конфликт с Раймонд III Триполитански, след като не получава ръката на една от наследниците му - заедно с фиефа Батрун тя е омъжена за син на пизански търговец. Жерар е разочарован и полага клетва като тамплиер, и към 1184 вече е сенешал на Ордена, а след преждевременната смърт на Арно де Тороха е избран и за Велик Магистър на Ордена на Храма.
Противопоставянето му на Раймонд Триполитански не приключва – при династичната криза след смъртта на стадалия от проказа Балдуин IV Жерар не подкрепя обявения за регент Раймонд, а се включва в партията на Ги дьо Лузинян. Това има преки последствия, след като силата на военния орден на тамплиерите подкрепя склонния към бойни действия нов крал Ги; това води до разгрома при Хатин, събитие развило се в крайна сметка в падането на Йерусалим. При самата битка се смята, че Жерар допуска стратегическа грешка, като решава да не се съобрази с препоръките на Раймонд и да отправи войската в поход през безводна равнина, при което става лесна плячка на емирите на Саладин. Това решение взето от него заедно с Рейналд дьо Шатийон, който също е в откровена и необоснована опозиция на Раймонд.
Победени при Хатин, много от християните са пленени, но Жерар успява да сключи сделка със Саладин и е освободен срещу предаването на една крепост. По-късно великия магистър продължава войната със сарацините, но без особен успех. Запазени са писма на Конрад Монфератски, според които Великия магистър на храма отнася (присвоява или спасява от плячкосване) крупна сума, събирана за военните действия.
Жерар дьо Ридфор загива на бойното поле, отказвайки отстъпление по време на битката за повторно завладяване на град Акра.